# ブラッドサースト
ブラッドサーストは、アメリカ合衆国のデスメタルバンド、カンニバル・コープスが1999年にリリースした7枚目のアルバム。メタル・ブレイド・レコーズから発売された。

## 収録曲
| #         | タイトル                                   | 作詞                         | 作曲                     | 時間  |
| --------- | ------------------------------------------ | ---------------------------- | ------------------------ | ----- |
| 1.        | 「パウンデッド・イントゥ・ダスト」         | アレックス・ウェブスター     | アレックス・ウェブスター | 2:17  |
| 2.        | 「デッド・ヒューマン・コレクション」       | ポール・マザーキーウィックツ | パット・オブライエン     | 2:30  |
| 3.        | 「アンリーシング・ザ・ブラッドサースティ」 | アレックス・ウェブスター     | アレックス・ウェブスター | 3:50  |
| 4.        | 「スパイン・スプリッター」                 | ポール・マザーキーウィックツ | ジャック・オーウェン     | 3:10  |
| 5.        | 「エクスタシー・イン・ディケイ」           | ポール・マザーキーウィックツ | パット・オブライエン     | 3:12  |
| 6.        | 「レイプド・バイ・ザ・ビースト」           | ポール・マザーキーウィックツ | ジャック・オーウェン     | 2:34  |
| 7.        | 「コフィンフィーダー」                     | アレックス・ウェブスター     | アレックス・ウェブスター | 3:04  |
| 8.        | 「ハックソー・ディキャピテイション」       | ポール・マザーキーウィックツ | パット・オブライエン     | 4:12  |
| 9.        | 「ブロウトーチ・スローター」               | ポール・マザーキーウィックツ | アレックス・ウェブスター | 2:33  |
| 10.       | 「シックニング・メタモルフォシス」         | アレックス・ウェブスター     | アレックス・ウェブスター | 3:24  |
| 11.       | 「コンデム・トゥ・アゴニー」               | アレックス・ウェブスター     | アレックス・ウェブスター | 3:44  |
| 合計時間: | 合計時間:                                  | 合計時間:                    | 合計時間:                | 34:35 |

### 演奏メンバー
- ジョージ・フィッシャー – (Vo)
- ジャック・オーウェン – (G)
- パット・オブライエン – (G)
- アレックス・ウェブスター – (B)
- ポール・マザーキーウィックツ – (Ds)

### アートワーク・デザイン
- ビンス・ロック – アートワーク
- ブライアン・ジェームス – グラフィックデザイン
- Alex McKnight – 写真